# Muromacsi-bakufu
A Muromacsi-bakufu (室町幕府; Hepburn: Muromachi bakufu) vagy Asikaga-sógunátus az Asikaga család katonai kormányzata (bakufu), amely 1338-tól 1573-ig uralta Japánt „a császár nevében”. A Minamotók e közvetlen leszármazottainak hegemóniáját Asikaga Takaudzsi alapozta meg, s a legszilárdabb a 14. század második és a 15. század első felében volt. A kiotói Muromacsiban székelõ bakufu hanyatlása a keleti Kantó térség fölötti befolyás elvesztésével és az Ónin-háborúval (1467–77) kezdődött, s a hadakozó fejedelemségek korába torkollt. Az anarchikus dinasztia egyetlen pozitív vonása a művészetpártolás volt: e korban virágzott a nószínház, a renga versműfaj, a tusfestés és a teaszertartás is.